# Gryfice
Gryfice é um município da Polônia, na voivodia da Pomerânia Ocidental e no condado de Gryfice. Estende-se por uma área de 12,4 km², com 16 600 habitantes, segundo os censos de 2017, com uma densidade de 1338,7 hab/km².